# Lucas Boyé
Lucas Boyé (San Gregorio, 28 februari 1996) is een Argentijns voetballer die doorgaans als aanvaller speelt. Hij verruilde River Plate in juli 2016 transfervrij voor Torino.

## Clubcarrière
Boyé komt uit de jeugdacademie van River Plate. Hij debuteerde op 11 augustus 2014 tegen Club de Gimnasia y Esgrima de La Plata in de Argentijnse Primera División. Hij werd na een uur spelen naar de kant gehaald voor Teófilo Gutiérrez, die het enige doelpunt scoorde voor River Plate. De wedstrijd eindigde in 1-1.
1 Villar ·
2 Starfelt ·
3 Mingueza ·
5 Carreira ·
6 Moriba ·
7 Iglesias ·
8 Beltrán ·
9 Douvikas ·
10 Aspas  ·
11 Cervi ·
12 González ·
13 Guaita ·
14 De la Torre ·
15 Aidoo ·
16 Jailson ·
17 Bamba ·
18 Durán ·
19 Swedberg ·
20 Alonso ·
21 Ristić ·
22 Manquillo ·
23 Allende ·
24 Domínguez ·
25 Rodríguez ·
30 Álvarez ·
33 Sotelo ·
Coach: Giráldez